# Кинематограф на ассамском языке
Ассамский кинематограф (ассам. অসমীয়া কথাছবি) включает в себя фильмы на ассамском языке, снимаемые и демонстрируемые преимущественно в штате Ассам, Индия.
За свою долгую историю, с собственными художественными успехами, Ассамскому кинематографу не удалось выйти на национальный уровень, несмотря на то, что фильмы на ассамском языке отмечаются Национальной кинопремией на протяжении многих лет. Хотя в начале XXI века на экраны начали выходить ассамские фильмы снятые в стиле Болливуда, индустрия не может конкурировать на рынке, значительную часть которого занимают киноленты таких крупных отраслей, как Болливуд, Колливуд и Толливуд.

## История

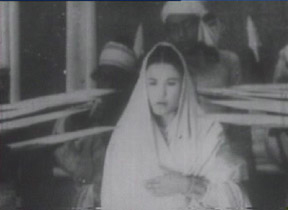
Кадр из первого фильма на ассамском языке — Joymati

Рождение ассамского кинематограф связано с именем продюсера, поэта, драматурга, композитора и борца за независимость Джоти Прасад Агарвала, который сыграл важную роль в создании первого ассамского фильма Joymati в 1935 году. Сюжет фильма был основан на исторической драме ассамского писателя Лакшмината Безбаруа и рассказывал о борьбе и великой жертве благородной леди из королевского дома Ахома, сделанной чтобы спасти страну из-под власти молодого короля-марионетки и коррумпированного министра. Из-за отсутствия квалифицированных специалистов, Джоти Прасад Агарвала, снимая свой первый фильм, вынужден был также выполнять функции сценариста, продюсера, режиссёра, хореографа, редактора, художника по костюмам и композитора. Фильм, бюджет которого составил 60 000 рупий, вышел на экраны 10 марта 1935 года и с треском провалился. Джоти Прасад Агарвала пришлось продать камеру и всё оборудование студии, чтобы покрыть долги. Как и многие ранние индийские фильмы, Joymati полностью не сохранился.
Несмотря на значительные финансовые потери от Joymati, в 1939 году Агарвала выпустил ещё один фильм. Indramalati, снятый в период между 1937 и 1938 годами. Indramalati обошелся втрое дешевле, чем предыдущий фильм, и принес прибыль своим создателям. Сюжет вращался вокруг отношений городского парня и деревенской девушки. В качестве автора музыки в фильме дебютировал выдающийся композитор и певец из Ассама Бхупен Хазарика. С кончиной Джоти Прасада в ассамском кинематографе наступило временное затишье, продлившееся около двух лет, вплоть до начала Второй мировой войны. Воспользовавшись случаем, в 1941 году Рохини Баруа снял фильм на соответствующую историческую тему под названием Manomati.
Самым примечательным фильмом 1950-х стал «Пьяли Фукан», который выиграл первую Национальную кинопремию за лучший фильм на ассамском языке в 1956 году. Его режиссёром был Пхани Шарма, а музыка была написана молодым Бхупеном Хазарика. Фильм рассказывал о жизни борца за свободу Пьяли Фукана, который выступал против Британского правления и был казнен англичанами по обвинению в государственной измене. Этот была довольно технически продвинутая кинолента для своего времени. Снятый в 1959 году, фильм Прабхата Мукерджи о широте материнской любви Puberun вошел в программу Берлинского кинофестиваля. В 1961 году Бхупен Хазарика снял свой незабываемый мюзикл «Шакунтала», который оказался в равной степени успешным у критиков и прессы.
К середине шестидесятых фильмы начали производиться в Ассаме на регулярной основе. Тем не менее, в период между 1935 и 1982 годом в общей сложности вышло всего 119 фильмов, в то время как на хинди уже с начала 1940-х годов ежегодно выходило около сотни кинолент.
Вышедшая в 1987 году «Катастрофа» режиссёра Джахну Баруа — первая ассамская кинолента, выигравшая Национальную премию за лучший художественный фильм. Сам Баруа был награждён премией за лучшую режиссуру в фильме Xagoroloi Bohudoor (1995) и «Серебряным Леопардом» на Кинофестивале в Локарно за «Катастрофу». Из актрис была отмечена Молоя Госвами, сыгравшая в фильме Firingoti (1991), а из певцов Тарали Сарма, исполнившая песню «Kakuti Gosha» в фильме Akashitorar Kothare (2003). Спустя 30 лет The Village Rockers, вышедший в 2017 году, также выиграл эту премию и был выбран представлять Индию на премии «Оскар» в категории лучший фильм на иностранном языке, но не попал в шорт-лист номинации.